# Joseph-Nicolas Robert-Fleury
Joseph-Nicolas Robert-Fleury (8 de agosto de 1797 - 5 de maio de 1890) foi um pintor francês.

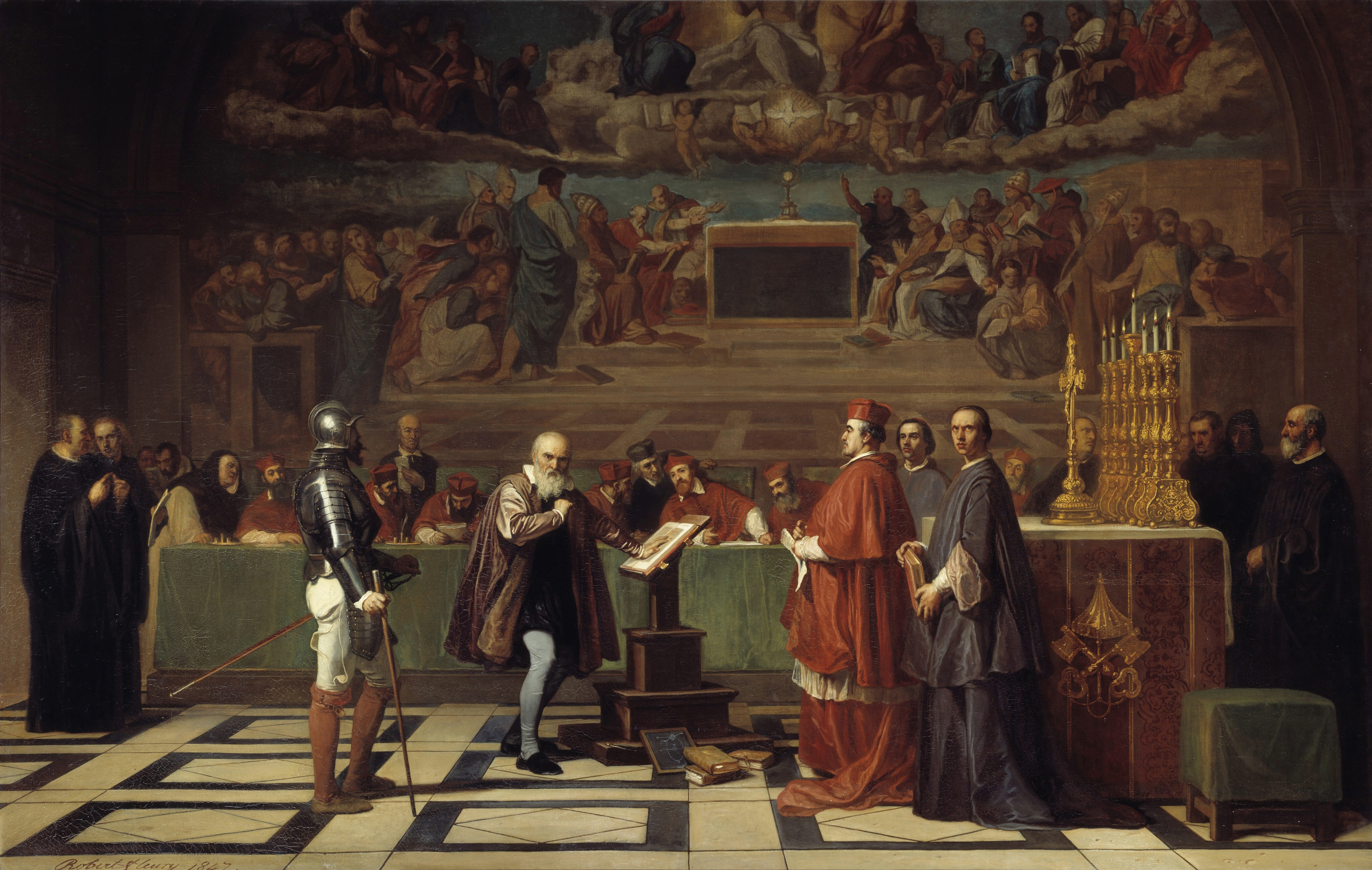
Galileu Galilei perante o Santo Ofício, por Joseph-Nicolas Robert-Fleury (século XIX).

## Biografia
Nascido em Colônia, foi enviado por sua família a Paris, e depois de viajar pela Itália voltou para a França e fez sua primeira aparição no Salon em 1824; sua reputação, no entanto, não foi estabelecida até três anos depois, quando ele expôs Tasso no Convento de São Onofrio.
Dotado de um vigoroso talento original e de uma imaginação fértil, especialmente para os trágicos incidentes da história, ele logo alcançou a fama e, em 1850, sucedeu a François Granet como membro da Académie des Beaux-Arts. Em 1855, foi nomeado professor e em 1863 diretor da École des Beaux-Arts, e no ano seguinte foi para Roma como diretor da Academia Francesa daquela cidade.
Os seus alunos incluíram Marie-Adélaïde Baubry-Vaillant, David Bles, Marguerite Jacquelin, Charles Désiré Hué [fr], Leon Kapliński e Henri Le Riche [fr].  Seu filho, Tony Robert-Fleury, também era pintor.

## Desenhos
- Henri IV mort transporté au Louvre, 14 maio de 1610, Musée de Pau
- Henri de Navarre enfant et son chien, Pau; Musée de Pau
- L'abjuration d'Henri IV à Saint-Denis (25 de julho de 1593), Musée de Pau
- Esquisse pour Le pillage d'une maison juive au Moyen-Âge, Musée du Louvre

## Pinturas
- Armand de Gontaut, baron de Biron, maréchal de France (1524-1592), Musée de Versailles
- Baudoin s’empare de la ville d’Édesse, 1097, Musée de Versailles
- Charles d'Albert, duc de Luynes, connétable de France (1578-1621), Musée de Versailles
- Charles V au monastère de Yuste (1857)
- Christophe Colomb reçu à la cour d’Espagne (1847), Musée du Louvre
- Entrée triomphale de Clovis à Tours, 508 (1838), Musée de Versailles
- Étude de piéta, Musée de Rouen
- Études de vieillard et de jeune fille, Musée de Dijon
- François de Bonne, duc de Lesdiguières, connétable de France (1543-1626), Musée de Versailles
- Galilée devant le Saint-Office au Vatican, salon de 1847, musée du Louvre
- Henri IV au Louvre après son assassinat (1836)
- Henri IV et Sully à l'Arsenal, Musée de Pau
- Jane Shore sorcière et adultère, poursuivie et maltraitée par la populace londonienne, Musée de Fontainebleau
- Le colloque de Poissy (1840), musée du Luxembourg
- Lecture chez Madame de Sévigné (1836)
- Les derniers moments de Montaigne (1853)
- Les enfants de Louis XVI au Temple (1840)
- Mariage de Napoléon III, Musée de Compiègne
- Marino Faliero
- Napoléon 1 promulguant le code du commerce, 1 janvier 1808, Tribunal de commerce de Paris
- Napoléon III et l’impératrice Eugénie inaugurant le tribunal de Commerce à Paris, 1865, Tribunal de commerce de Paris
- Nicolas de Neufville, duc de Villeroy, maréchal de France (1598-1685), Musée de Versailles
- Philippe VI de Valois, roi de France (1293-1350), Musée de Versailles
- Pillage d’une maison dans le judecca de Venise au moyen âge, Musée des Augustins de Toulouse
- Portrait du duc d’Aumale à l’âge de neuf ans, Musée Condé de Chantilly
- Portrait du duc de Montpensier à l’âge de sept ans, Musée Condé de Chantilly
- Réception de Christophe Colomb par la cour d’Espagne à Barcelone, Musée du Louvre
- Saint Pierre délivré par un ange, Musée de Rouen
- Scène de la saint-Barthélemy (1836), Musée du Louvre
- Têtes de mouton; étude, Musée de Rouen
- Un Autodafé

## Pinturas selecionadas

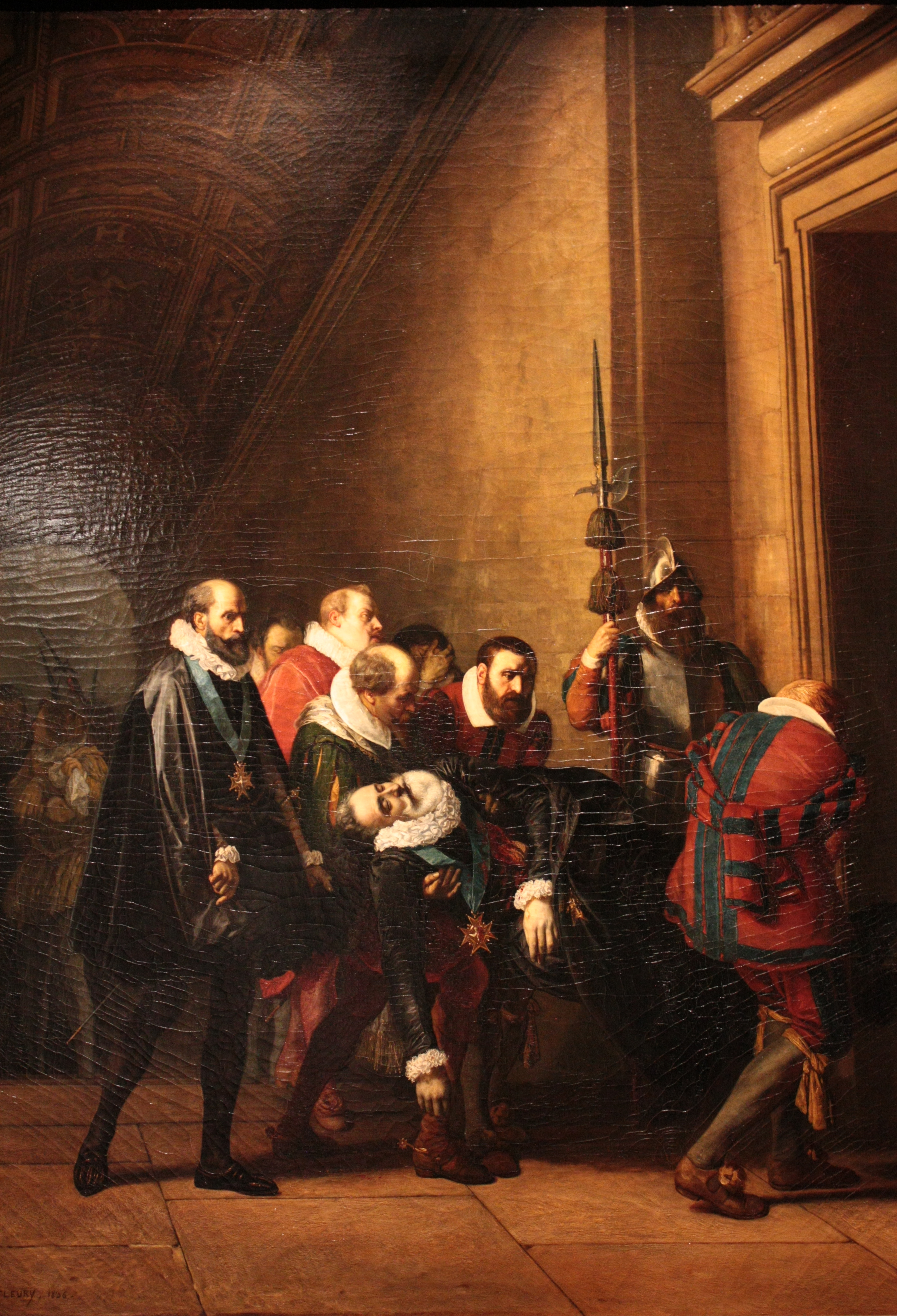
Henrique IV, após seu assassinato
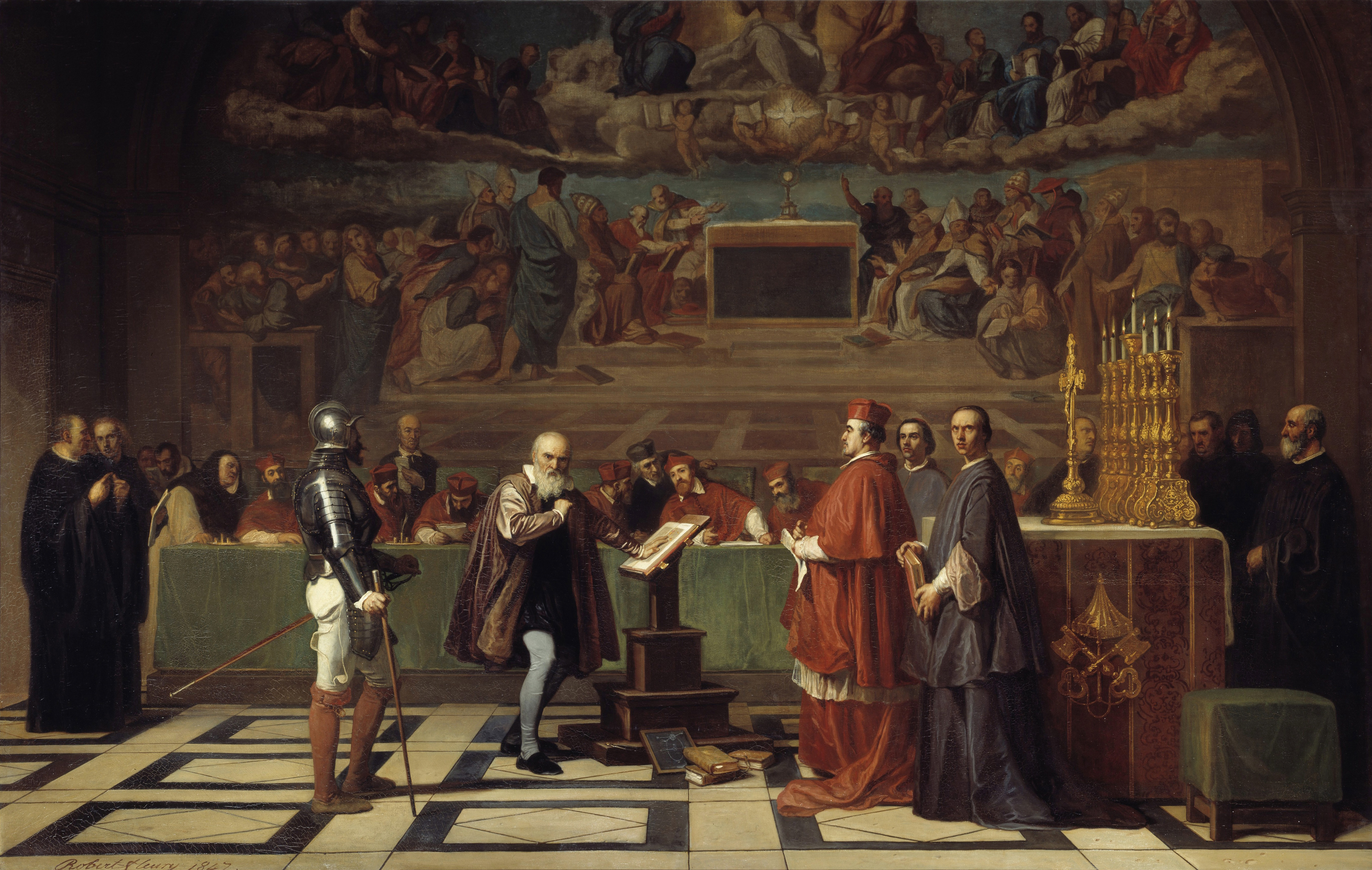
Galileu antes do Santo Ofício
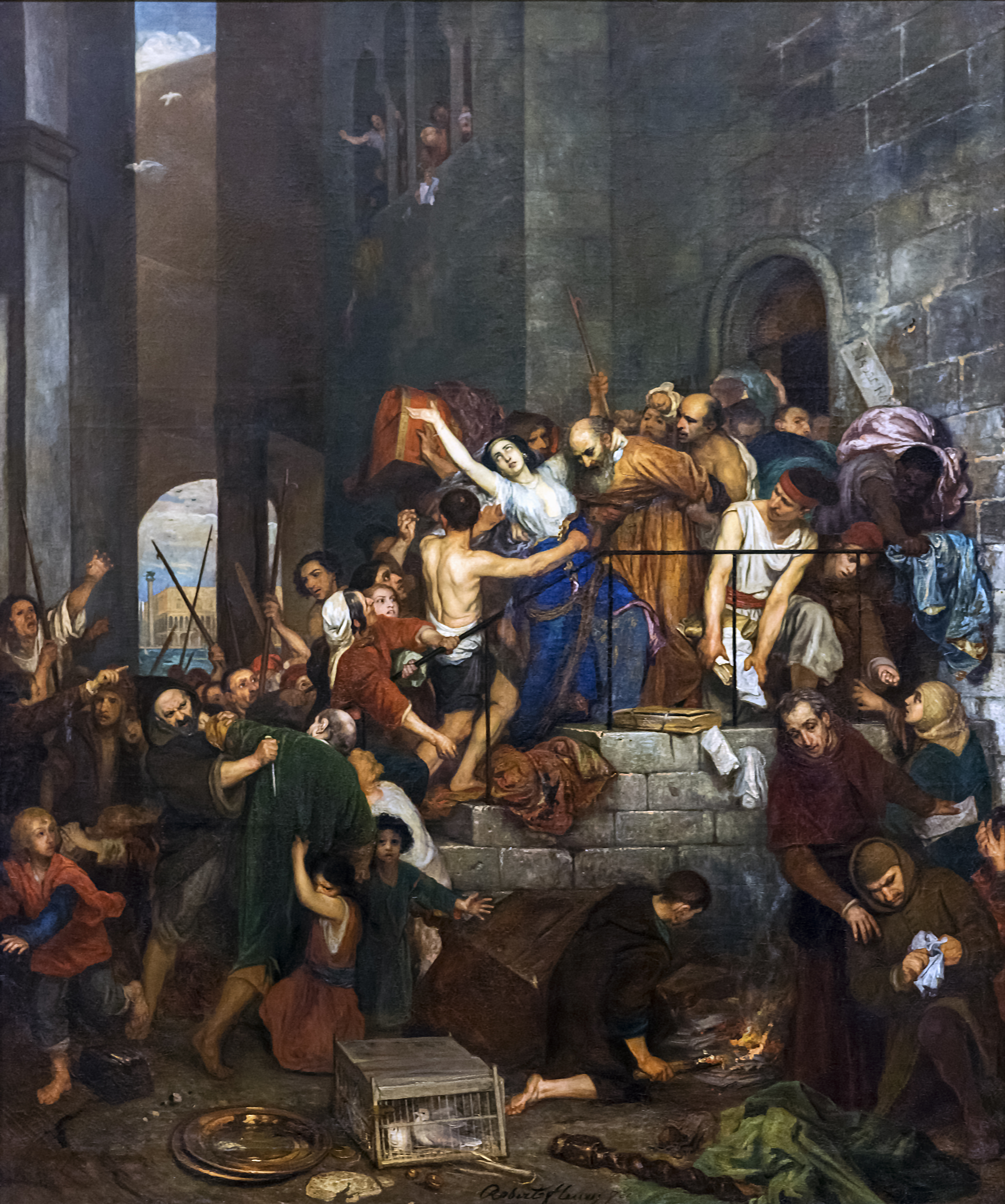
Pilhagem de uma casa em Giudecca
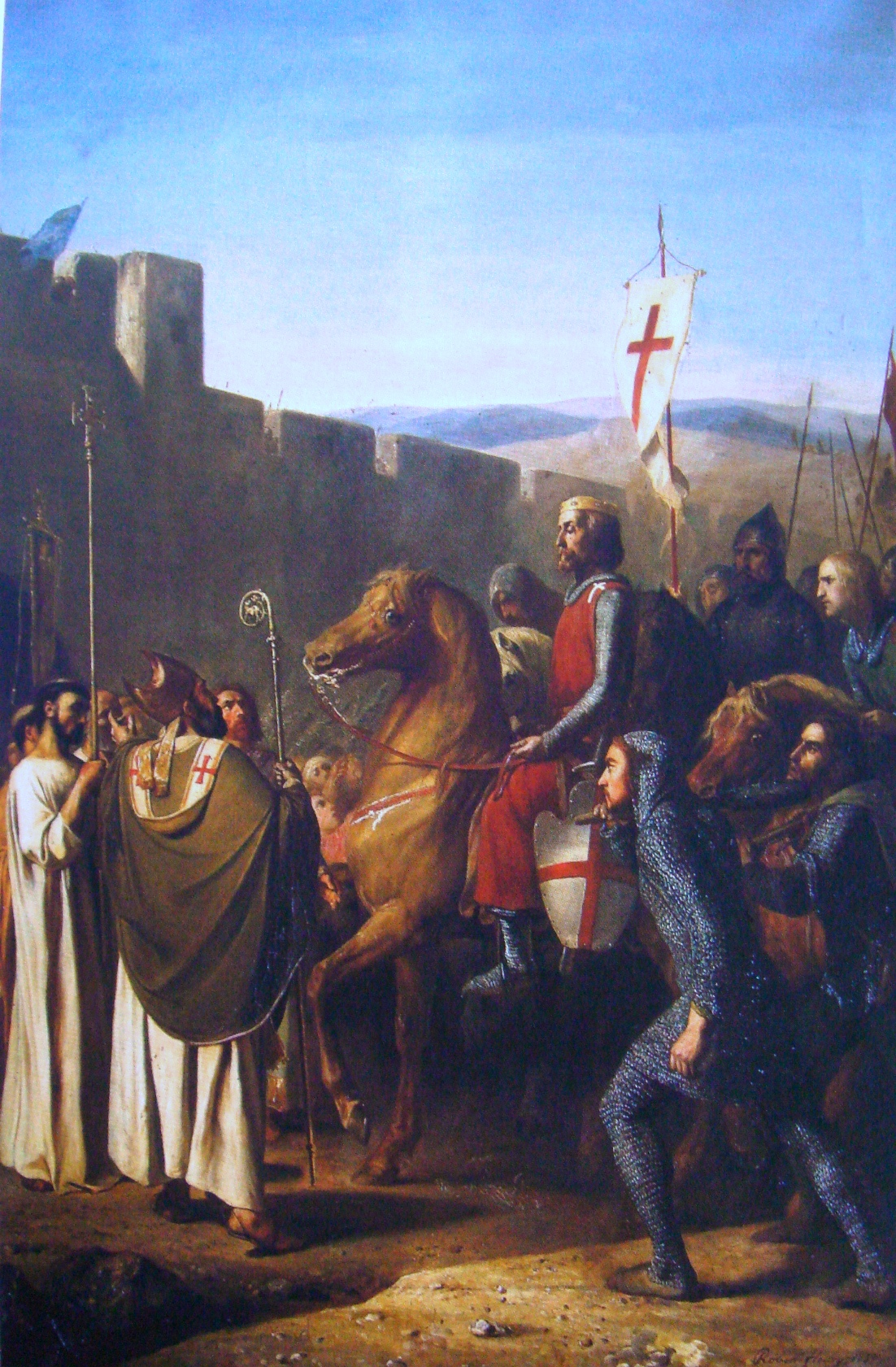
Balduino I entra em Edessa
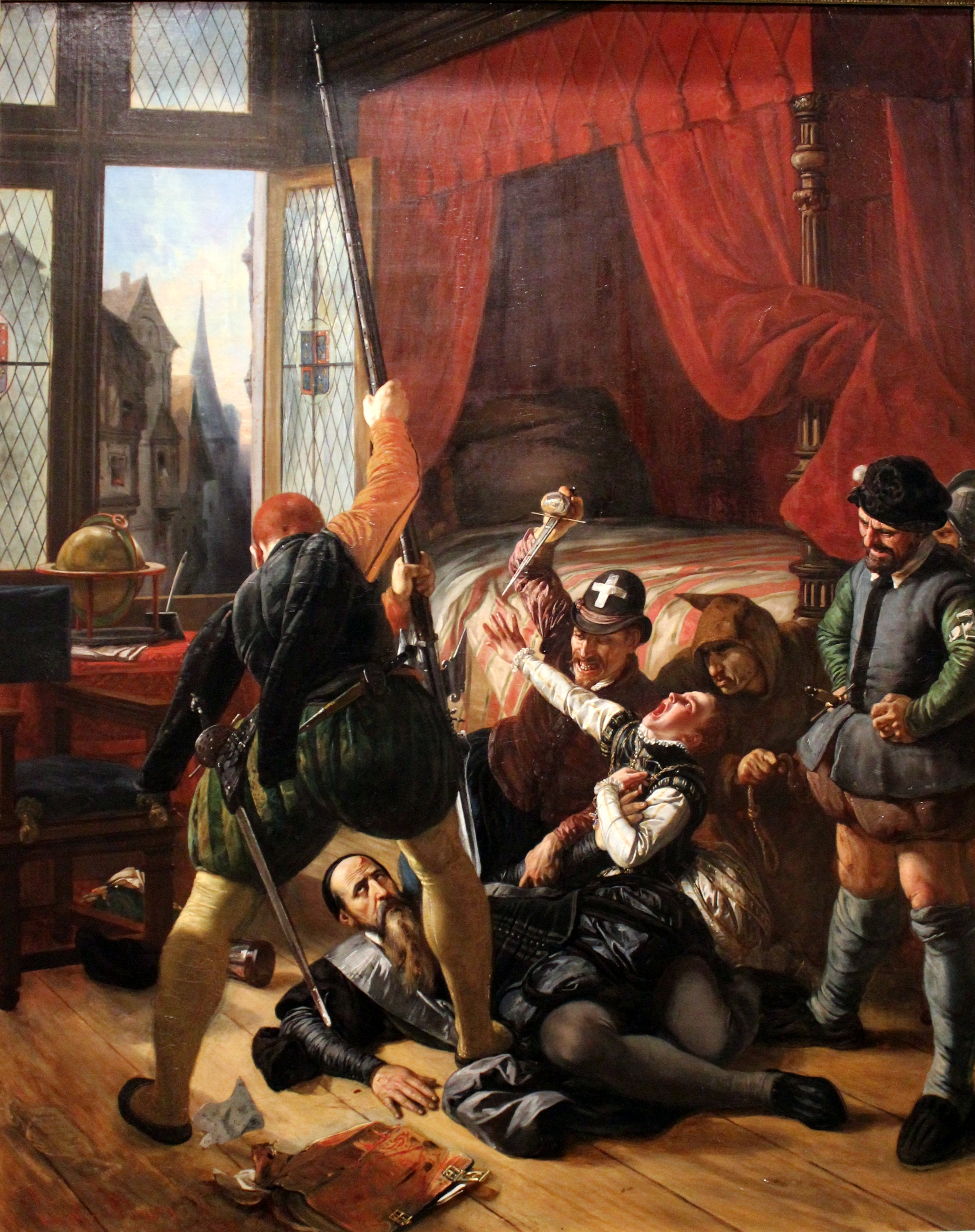
Cena do massacre do Dia de São Bartolomeu